# 히버 다우스트 커티스
| (23400) A913 CF | 1913년 2월 11일 | MPC |

히버 다우스트 커티스 (Heber Doust Curtis, 1872년 6월 27일 ~ 1942년 1월 9일)는 미국의 천문학자이다. 그는 일식 연구를 위해 11번의 탐사에 참여했으며 우주의 크기와 은하 구조에 관한 1920년의 섀플리 -커티스 논쟁의 당사자이다.

## 생애
커티스는 1872년 6월 27일 오슨 블레어 커티스(Orson Blair Curtis)와 사라 엘리자 다우스트(Sarah Eliza Doust)의 장남으로 태어났다.
그는 미시간 대학교와 버지니아 대학교에서 수학했으며 버지지아 대학교에서 천문학 학위를 받았다.
1902년부터 1920년까지 릭 천문대에서 일하면서 킬러(Keeler)에 의하여 시직된 성운에 대한 관측을 계속했다. 그는 1905년부터 1909년까지 칠레의  릭 남부 관측소로 향했다가 귀환하여 크로슬리(Crossley) 망원경을 담당하게 되었다. 1912년에 태평양 천문 학회 회장으로 선출되었다.
1918년에 처녀자리 A 은하(메시어 87)을 관측했는데 그가 "물질의 얇은 선에 의해 핵과 연결된 것으로 보이는.... 기이한 직선 광선"으로 묘사한 극 제트를 관측했다.
1920년에 그는 앨러게니 (Allegheny) 천문대의 소장으로 임명되었다. 같은 해에 성운과 은하의 본질과 우주의 크기에 대한 할로 섀플리와 섀플리-커티스 논쟁으로도 알려져 있는 대논쟁에 참여했다. 커티스는 우리 은하 바깥에 다른 은하가 존재한다는 현재에도 받아들여지는 견해를 옹호했다.
또한 1925년 경에는 일종의 필름 건판 비교기를 발명하였다. 크기가  8×10 인치인 2개의 사진 건판을 프리즘 세트를 사용하여 서로 비교할 수 있도록, 종전에 이들을 서로 나란히 둔 것과 달리 적층된 형태로 배치하였는데, 이로써 본체 크기가 60×51 cm에 불과하게 되었다. 이 장치는 상자에 포장되어 2011년 8월 현재 UCO 릭 천문대에 보존되어 있다. 이 장치를 설명하는 그의 기사는 《Publications of the Allegheny Observatory》 8권 2호에 게재되어 있다.
1930년에 커티스는 미시간 대학교 천문대의 책임자로 임명되었지만 대공황에 이은 자금 부족으로 인하여 미시건 주 앤 아버에 있는 대학을 위해 설계한 대형 반사망원경을 제작할 수 없었다. 또한 앤젤루스 호수(Lake Angelus)에 있는 맥매쓰-헐버트(McMath-Hulbert) 사설 천문대를 설립하는데 기여했다.
알버트 아인슈타인의 상대성 이론에 반대했으며 1942년 1월 9일 사망했다.

## 유산
포티지 레이크(Portage Lake) 천문대에 있는 히버 다우스트 커티스 기념 망원경은 1950년에 커티스를 기리기 위해 헌정되었다. 이 망원경은 현재 운영되지 않지만 커티스의 기념으로 남아 있다. 달의 위난의 바다(Mare Crisium)에 있는 피커드(Picard) 분화구의 동쪽에 있는 작은 분화구의 공식 명칭은 커티스 분화구이다.